# Campionato nordico di calcio 1952-1955
Il Campionato nordico di calcio 1952-1955 (Nordisk Mesterskap 1952-1955) fu la sesta edizione del Campionato nordico di calcio, competizione calcistica per nazione riservata ai paesi scandinavi. La competizione si svolse in forma itinerante dal 16 ottobre 1955 al 16 ottobre 1955 e vide la partecipazione di quattro squadre: Danimarca, Finlandia, Norvegia e Svezia.

## Formula
- Qualificazioni

Nessuna fase di qualificazione. Le squadre sono qualificate direttamente alla fase finale.
- Fase finale

Girone unico - 4 squadre, giocano partite di andata e ritorno per due turni. La vincente si laurea campione dei Paesi Nordici.

## Squadre partecipanti
| Pr. | Squadra   | Data di qualificazione certa | Partecipante in quanto | Partecipazioni precedenti al torneo                       | Ultima presenza |
| --- | --------- | ---------------------------- | ---------------------- | --------------------------------------------------------- | --------------- |
| 1   | Danimarca | -                            | Qualificata di diritto | 5 (1924-1928, 1929-1932, 1933-1936, 1937-1947, 1948-1951) | 1948-1951       |
| 2   | Finlandia | -                            | Qualificata di diritto | 4 (1929-1932, 1933-1936, 1937-1947, 1948-1951)            | 1948-1951       |
| 3   | Norvegia  | -                            | Qualificata di diritto | 5 (1924-1928, 1929-1932, 1933-1936, 1937-1947, 1948-1951) | 1948-1951       |
| 4   | Svezia    | -                            | Qualificata di diritto | 5 (1924-1928, 1929-1932, 1933-1936, 1937-1947, 1948-1951) | 1948-1951       |

Nella sezione "partecipazioni precedenti al torneo", le date in grassetto indicano che la nazione ha vinto quella edizione del torneo, mentre le date in corsivo indicano la nazione ospitante.

## Fase finale

### Girone unico

#### Classifica
| Pos | Squadra   | P.ti | G  | V | N | P  | GF | GS | DR  |
| --- | --------- | ---- | -- | - | - | -- | -- | -- | --- |
| 1   | Svezia    | 20   | 12 | 8 | 4 | 0  | 44 | 14 | +30 |
| 2   | Norvegia  | 16   | 12 | 6 | 4 | 2  | 25 | 12 | +13 |
| 3   | Danimarca | 9    | 12 | 3 | 3 | 6  | 23 | -3 |     |
| 4   | Finlandia | 3    | 12 | 1 | 1 | 10 | 13 | 53 | -40 |

#### Risultati
| Arbitro: | Pedersen |

|                                        |           |                                        |
| Bengtsson 5’ Brodd 8’ Sandell 19’, 76’ | Marcatori | 52’ Rasmussen 59’ Petersen 77’ Seebach |

| Arbitro: | John Nilsson |

|                                                               |           |                            |
| Thoresen 18’, 55’ Kristiansen 36’, 47’, 75’ Sørensen 70’, 85’ | Marcatori | 16’ Lehtovirta 80’ Rikberg |

| Arbitro: | Edvin Pedersen |

|              |           |                                                                    |
| Pelkonen 51’ | Marcatori | 10’, 48’, 58’ Råberg 24’, 50’, 83’ Persson 25’ Sandin 70’ Sandberg |

| Arbitro: | Westman |

|                          |           |            |
| Rikberg 18’ Rytkönen 71’ | Marcatori | 64’ Jensen |

| Arbitro: | Leo Helge |

|                 |           |                           |
| Johannessen 42’ | Marcatori | 32’ Jakobsson 73’ Persson |

| Arbitro: | Lindberg |

|            |           |                                    |
| Jensen 57’ | Marcatori | 19’ Sørensen 61’ Nordahl 77’ Jevne |

| Arbitro: | Alho |

|             |           |                                |
| Seebach 46’ | Marcatori | 24’, 65’ Tillberg 56’ Eriksson |

| Arbitro: | Aksel Asmussen |

|                                          |           |  |
| Sandberg 22’, 61’ Sandell 24’ Sandin 56’ | Marcatori |  |

| Arbitro: | Helge Andersen |

|              |           |                                              |
| Lahtinen 39’ | Marcatori | 6’ Hennum 8’, 44’ Thoresen 47’ Angell-Hansen |

| Arbitro: | Lindberg |

|  |           |              |
|  | Marcatori | 32’ Sørensen |

| Arbitro: | Pedersen |

|                                                                  |           |            |
| J. P. Hansen 11’, 36’ Petersen 25’ Sørensen 32’ Nielsen 50’, 61’ | Marcatori | 40’ Køppen |

| Solna 18 ottobre 1953 | Svezia       | 0 – 0 referto | Norvegia | Råsunda Fotbollstadion (27 025 spett.)\| Arbitro: \| Folke Nyberg \| |
| Arbitro:              | Folke Nyberg |               |          |                                                                      |

| Arbitro: | Westman |

|                         |           |                   |
| Myntti 45’ Hiltunen 58’ | Marcatori | 64’, 78’ Kendzior |

| Arbitro: | Øivind Helgesen |

|              |           |                                                                              |
| Lahtinen 40’ | Marcatori | 6’, 71’, 80’ Hamrin 7’, 30’ Eklund 16’, 59’ Thillberg 18’, 21’, 48’ Eriksson |

| Arbitro: | Helge Andersen |

|                                       |           |             |
| Dybwad 57’ Johannessen 59’ Hennum 62’ | Marcatori | 6’ Hiltunen |

| Arbitro: | Tauno Aro |

|            |           |              |
| Sundby 75’ | Marcatori | 68’ Eriksson |

| Arbitro: | Bråthen |

|                                                        |           |                              |
| Eriksson 9’ Sandell 12’, 39’, 58’ K. Hansen 37’ (aut.) | Marcatori | 6’ J. P. Hansen 17’ Sørensen |

| Arbitro: | Andersson |

|  |           |            |
|  | Marcatori | 82’ Hennum |

| Arbitro: | Nilsson |

|                       |           |                 |
| J. P. Hansen 24’, 62’ | Marcatori | 59’ Lehmusvirta |

| Arbitro: | Ludvig Jørkov |

|             |           |                          |
| Hiltunen 6’ | Marcatori | 26’, 55’ Hennum 70’ Kure |

| Arbitro: | Josef Larsen |

|                               |           |  |
| Sandell 39’, 58’ Lindskog 82’ | Marcatori |  |

| Arbitro: | Eriksson |

|                    |           |              |
| Nielsen 52’ (aut.) | Marcatori | 75’ Jacobsen |

| Arbitro: | Leo Helge |

|            |           |          |
| 4’ Nilsson | Marcatori | 7’ Kotte |

| Arbitro: | Bråthen |

|                                |           |                                    |
| Andersen 12’, 81’ Lundberg 41’ | Marcatori | 56’ Nilsson 64’ Sandell 88’ Hamrin |

## Statistiche

### Classifica marcatori
| Gol |  |  | Giocatore         | Squadra   |
| --- |  |  | ----------------- | --------- |
| 10  |  |  | Nils-Åke Sandell  | Svezia    |
| 5   |  |  | Jens Peder Hansen | Danimarca |
| 5   |  |  | Harald Hennum     | Norvegia  |
| 4   |  |  | John Eriksson     | Svezia    |
| 4   |  |  | Kurt Hamrin       | Svezia    |
| 4   |  |  | Hans Persson      | Svezia    |
| 4   |  |  | Henry Thillberg   | Svezia    |
| 4   |  |  | Gunnar Thoresen   | Norvegia  |
| 3   |  |  | Birger Eklund     | Svezia    |
| 3   |  |  | Matti Hiltunen    | Finlandia |
| 3   |  |  | Lars Råberg       | Svezia    |
| 3   |  |  | Kjell Kristiansen | Norvegia  |
| 3   |  |  | Odd Wang Sørensen | Norvegia  |
| 3   |  |  | Bent Sørensen     | Danimarca |